# Stela Aszurnasirpala II z Kalhu

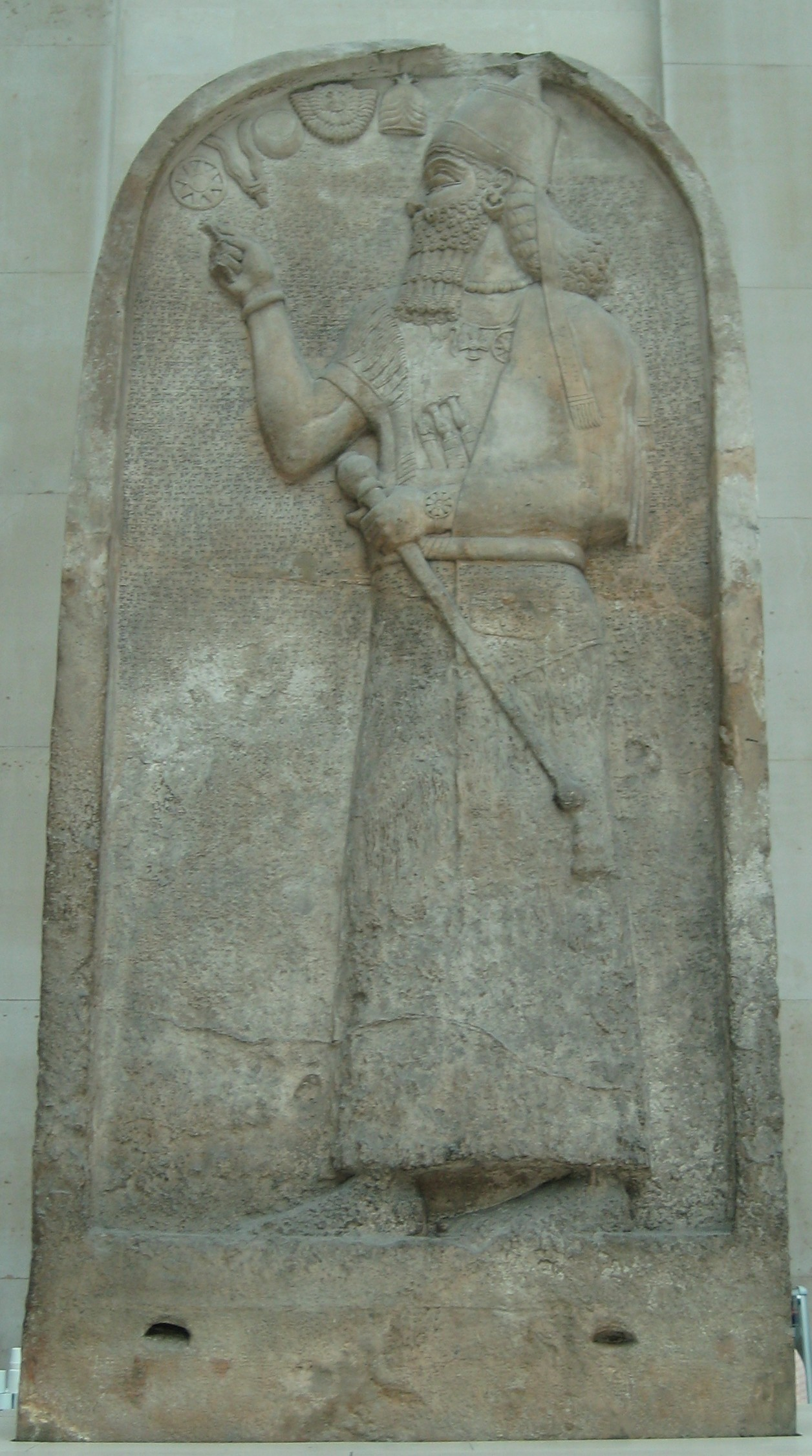
stela Aszurnasirpala II; zbiory British Museum (Great Court).

Stela Aszurnasirpala II z Kalhu – kamienna stela odnaleziona w czasie wykopalisk w Kalhu (obecne Nimrud w północnym Iraku). Przedstawia ona asyryjskiego króla Aszurnasirpala II (883–859 p.n.e.) oddającego cześć najważniejszym asyryjskim bóstwom ukazanym w formie reprezentujących je symboli. Obecnie zabytek znajduje się w ekspozycji stałej w British Museum (BM 118805) (Great Court).

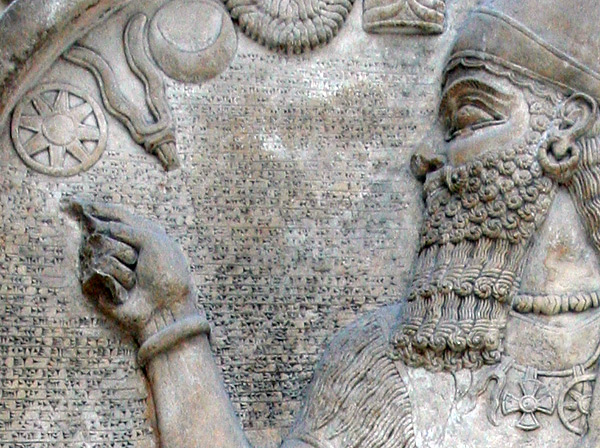
górna część steli w powiększeniu

## Opis
Stela wykonana jest z gipsu, ma wysokość 2,94 metra i waży ok. 4 tony. Całą jej przednią stronę zajmuje przedstawienie reliefowe ukazujące Aszurnasirpala II. Stojący król, odziany w sięgającą stóp, bogato zdobioną szatę, zwrócony jest w stronę pięciu symboli reprezentujących najważniejsze bóstwa Asyrii. Jego prawa ręka, z dłonią z wyprostowanym palcem wskazującym, jest wzniesiona w asyryjskim geście modlitwy. Ten charakterystyczny gest widoczny jest na wielu innych stelach władców asyryjskich (np. na steli Salmanasara III i steli Szamszi-Adada V). W drugiej ręce król trzyma ceremonialną maczugę. Jego włosy i broda są misternie splecione. Na głowie ma rodzaj czapki podobnej do fezu. Za pasem widoczne są rękojeści dwóch sztyletów. Na szyi król ma zawieszonych szereg amuletów w formie symboli boskich. Pięć podobnych symboli ukazanych zostało przed królem, na wysokości jego głowy. Są nimi: tiara wielorożna (symbol Aszura, naczelnego boga panteonu asyryjskiego), uskrzydlony dysk słoneczny (symbol boga słońca Szamasza), księżyc (symbol boga Sina), rozwidlona błyskawica (symbol boga burz Adada) i ośmioramienna gwiazda (symbol bogini miłości i wojny Isztar). 
Tło wokół postaci króla wypełnia inskrypcja zapisana pismem klinowym. Zawiera ona modlitwę do bogów, opis prac budowlanych Aszurnasirpala II w Kalchu i kończy się przekleństwami dla tych, którzy próbowaliby stelę zniszczyć.
W czasie panowania Aszurnasirpala II ten rodzaj komemoratywnego pomnika pojawia się po raz pierwszy. Stele jak ta ustawiane były zazwyczaj wewnątrz lub na zewnątrz świątyń, zarówno na terenie imperium asyryjskiego, jak i na tarenach z nim sąsiadujących, które uznawały zwierzchność Asyrii. W tym przypadku stela stała pierwotnie przed świątynią boga Ninurty w Kalhu, nowo ustanowionej przez Aszurnasirpala II stolicy jego państwa.